# Gooメール
gooメール（グーメール）は、NTTレゾナントが運営する総合ポータルサイトのgooが提供している有償電子メールサービス。無料版は、2015年に終了、2026年2月25日には有料版を含めたサ－ビスの提供自体が終了する予定。

## 沿革
- 2008年、日本でのWebメール利用者数調査では、「Yahoo!メール」に次ぎ第2位を獲得した[3]。このタイミングで全面リニューアルをユーザーに告知したが、何らかの問題があり実現しなかった。
- 2009年11月、有料サービスのgooメールアドバンス会員向けに提供されているIMAPサービスを利便性向上のため「一時停止」すると有料会員に通告した。しかし実際に停止となる期間は1月初旬から夏頃と期間が長く、最大で8ヶ月近くの長期にわたって休止になる可能性があり、とても「一時停止」と言えるものではなかった。そのため有料会員から抗議が殺到し、休止開始時期が1月から3月に改められた。
- 2010年3月3日、予定通り有料会員向けのIMAPサービスを休止する。再開時期は当初の告知通り2010年夏頃を予定とした。
- 2010年3月31日、NTTドコモとの提携による「ドコモWebメール powered by goo」のサービス提供に伴い、gooメールの全面リニューアルを行った。リニューアルによりメール容量が大幅に増加された反面、動作が極端に遅い、選択したものと別のメールが表示されるなど、様々な不具合が発生し[4]、使用に耐えられる状態ではなかったため苦情が殺到した[5]。
- 2010年5月31日、スペックの低いPCや旧版のブラウザなどでも動作するよう、動作を軽くしたgooメールシンプルモードのサービスが開始された[6]。これにより、リニューアル後は未対応となっていたスマートフォンなどのブラウザでも、一部の機能を除いて旧gooメールと同様に利用できるようになった。基本的な機能はスタンダードモードと変わらないが、1通あたりの送受信容量が10MBまでとなっている。一部項目の設定を変更することができず、スタンダードモードでの設定が必要となる。
- 2010年10月20日、gooメールアドバンスのIMAP対応機能の提供終了が告知された。2010年夏ごろの再開を予定していたが、再開が困難な状況にあり、再開時期を提示できないことから本機能を終了するとした。
- 2011年2月22日、同年5月31日の午前11時をもってスタンダードモードの提供を終了し、現行のシンプルモードに一本化されることが発表された[7]。
- 2011年6月21日 gooメールのスマートフォン版の提供開始。
- 2013年9月5日 gooメール（無料版)は、2013年10月1日に新規登録受付を停止し2014年3月10日をもってサービスを終了し、gooメール（有料版）へ一本化することが発表された[8]。
- 2025年4月22日 2026年2月25日午後1時をもってgooメールのサービスが終了することが発表された[2]。

## 機能およびサービス
メールボックス
最大10万件、容量：無料版 2GB（有料のgooメールアドバンスは5GB）
送受信容量
10MBまで、添付ファイル：20MBまで
ふり

ウイルスチェック
全送受信メールに対して、カスペルスキーによるウイルスの検知・駆除
迷惑メールフィルター

フォルダ振分け（フィルター）

受信拒否、指定受信

自動返信

受信者側の広告表示無し

外部メールアドレス送受信機能
プロバイダメールや他のフリーメールなどを送受信できる。
gooメールチェッカー
gooメールでは新着メール到着時にデスクトップ上で通知をする「gooメールチェッカー」が提供されている。通常のWebメールでは、ブラウザでメールサービスにアクセスして初めてメールの着信を知ることになるが、このツールを使用すればブラウザで確認することなくメールの着信を知ることができる。
携帯電話版
携帯電話（iモードなど）からログインすることで、メールの送受信、確認が可能となる。一度ログインをすれば2回目以降は機体番号で認証し、ID/PWの入力なしでログインできるいわゆる簡単ログイン機能に対応している。
スマートフォン版
2011年6月21日より提供開始。 下記スマートフォンからgooメール（http://mail.goo.ne.jp/index.html ）へアクセスすると自動的にスマートフォンにあった画面になる。
- 推奨環境 : スマートフォン：NTTドコモ、au、ソフトバンクのAndroid端末、iOS 3.0以降の端末

### 有料版の追加機能およびサービス
有料版としてgooメールアドバンスがある。大容量のメールボックスや@goo.jpのメールアドレスなどを利用することができたが、2010年3月の全面リニューアルにより無料版の容量が増やされ、@goo.jpのメールアドレスが無料版でも利用可能になったため、その意義は薄れている。
- 未使用で削除される事がない。
- 広告がない。
- メールソフトを利用したメールの送受信機能、自動転送機能（送信：SMTP、受信：POPのみ、IMAPはサービス終了）。
- 容量が無料版より多い5GB。

## 動作環境

### 推奨環境
- InternetExplorer6.0以上、Firefox3.5以上[6]

### 上記以外の環境（一部機能が利用不可）
- Google Chrome 4.x以上、Opera 9.x以上、Safari3.0以上、InternetExplorer5.5 他
- iPhone、PlayStation 3、Nintendo（Wii、DS等）、WILLCOM、Android